# 球状星団

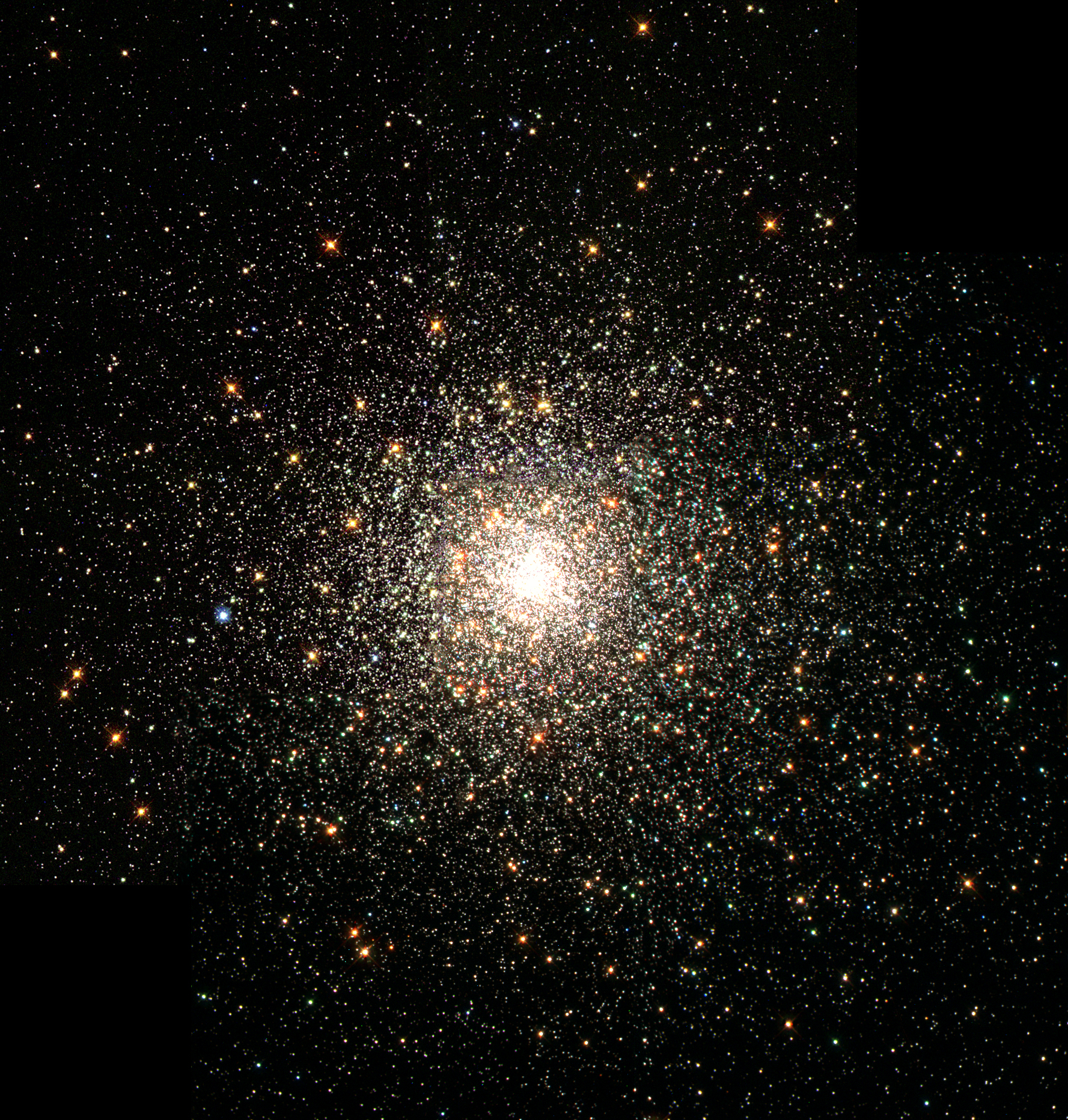
ハッブル宇宙望遠鏡が撮影したさそり座の球状星団NGC6093(M80)

球状星団（きゅうじょうせいだん、globular cluster）は恒星が互いの重力で球形に集まった天体。銀河の周りを軌道運動している。球状星団は重力的に非常に強く束縛されており、そのために形状は球対称となり、中心核に向かって非常に密度が高くなっている。

## 性質
通常、数十万個の古い星からなっている。これは渦巻銀河のバルジと似ているが、バルジと異なりわずか数立方パーセク(pc)の体積しか持たない。球状星団はかなり数の多い天体である。我々の銀河系内では現在約150個が知られている（まだ10～20個は未発見のものがあるかも知れない）。アンドロメダ銀河(M31)のようなより大きな銀河にはもっとたくさん存在する(アンドロメダ銀河にはおよそ500個も存在している)。巨大楕円銀河の中には10000個もの球状星団を持つものもある（例：M87）。これらの球状星団は100キロパーセク(kpc)以上という大きな半径の軌道で銀河を周回している。
ほとんどの球状星団は銀河に比べてはるかに小型で、数十万個の桁の星を持つにとどまるが、中には非常に質量が大きく、太陽質量の数百万倍に達するものもある。例として、我々の銀河系にあるケンタウルス座のω星団やM31のG1星団などがある。これらは、かつて母銀河の周囲を回る伴銀河であったものが、外側の星々が潮汐力で剥ぎ取られて母銀河に呑み込まれ、密度の高い中心核のみ残ってそれが球状星団に変化した可能性がある。
また、球状星団は非常に星の密度が高いため、星同士の近接相互作用や衝突に近い現象が時折起こっていると考えられる。青色はぐれ星（Blue stragglers）やミリ秒パルサー、低質量X線連星といった特異な種類の星は球状星団の中でより多く見ることができる。

## 形成の歴史
いくつかの例外を除いて、各々の球状星団は非常に年齢が古い（ほぼ宇宙年齢に近い）と考えられている。星団内の全ての星はほぼ同時に作られる。この事実は球状星団のHR図を研究することによって認識されるようになった。これによって初期の恒星進化論の理解が進むことになった。
多くの銀河、特に大質量の楕円銀河には2種類の球状星団の種族が存在するように見える。これらは、年齢は同程度と考えられるが、その金属の存在量が異なっている。これらの種族は一般的には「メタルプア（金属元素が少ない）な星団」／「メタルリッチ（金属元素が多い）な星団」と呼ばれている。こういった種族が存在する理由として多くのシナリオが提案されている。例えば、ガスを豊富に含む銀河の激しい合体とか、矮小銀河の降着とか、一つの銀河の中で複数の段階に分けて星形成が起きたといった説である。銀河系では、メタルプアな星団は銀河ハローに属し、メタルリッチな星団はバルジに存在する。
多くの球状星団は極めて古いが、現在起こっている様々な星形成の事象によって若い球状星団も作られているらしいことがわかっている。これらの事象としては、渦巻銀河同士の合体や矮小銀河の中で起きているスターバーストがあり、静穏な円盤銀河内にもこのような例が見られる。

## 研究余話
我々の住む天の川銀河の中での太陽の位置が明らかになったのは球状星団の研究を通じてであった。1930年代までは、太陽は天の川銀河系の中央近くにあると考えられていた。なぜなら地球から観測できる天の川の中の星の分布が一様に見えたからである。
しかし、一般的な銀河中の球状星団は銀河を囲む球対称のハロー内に分布していることが認識されてくると、地球から見える天の川銀河内の球状星団の分布は非常に非対称であることがわかったのである。この一般的な銀河内の球状星団の分布が天の川銀河にも共通しているとの仮定に立てば、球状星団の分布の様子から太陽から見た銀河中心の方向や距離が推定できる。また一様と思われた天の川の星の分布も、実際には多くの部分がガスや塵によって遮られ、可視光で観測できていた天の川はほんの一部であったことも明らかになった。これらの観測から太陽は、直径10万光年の銀河中心から約26000光年離れた位置にあることが判明している。

## 代表的な球状星団
- さそり座のM4
- ヘルクレス座のM13
- ケンタウルス座のω星団 (NGC5139)
- きょしちょう座のきょしちょう座47 (NGC104)